# Quinto Casio Longino (cónsul 164 a. C.)
Quinto Casio Longino (en latín, Quintus Cassius L. f. Q. n. Longinus) fue un político romano nieto de Quinto Casio Longino, tribuno militar en el año 252 a. C. 

## Carrera política
Fue pretor urbano en el año 167 a. C., año en que escoltó al rey Perseo de Macedonia, que había sido hecho prisionero a la ciudad de Alba. 
En el año 164 a. C. fue elegido cónsul junto con Aulo Manlio Torcuato. Murió mientras ejercía el cargo.
Dejó un hijo de nombre Quinto Casio Longino, que es mencionado en los Fasti, y otro llamado Lucio Casio Longino Ravila, cónsul en el año 127 a. C.